# Tephraea simonsi
Tephraea simonsi är en skalbaggsart som beskrevs av Oliver Erichson Janson 1877. Tephraea simonsi ingår i släktet Tephraea och familjen Cetoniidae. Inga underarter finns listade i Catalogue of Life.